# New South Wales Open 1969
Il New South Wales Open 1969 è stato un torneo di tennis giocato sull'erba. È stata la 77ª edizione del torneo del New South Wales Open. Il torneo si è giocato al White City Stadium di Sydney, dal 13 al 19 gennaio 1969.

## Campioni

### Singolare maschile
Tony Roche ha battuto in finale  Rod Laver con il punteggio di 6–4, 4–6, 9–7, 12–10.

### Singolare femminile
Margaret Smith Court ha battuto in finale  Rosie Casals con il punteggio di 6–1, 6–2.

### Doppio maschile
Rod Laver /  Roy Emerson hanno battuto in finale  Tony Roche /  John Newcombe 10–12, 6–4, 6–3.

### Doppio femminile
Margaret Smith Court /  Judy Tegart hanno battuto in finale  Rosie Casals /  Billie Jean King 15–13, 4–6, 6–3.